# Національний стадіон Коста-Рики (2011)
Національний стадіон Коста-Рики (ісп. Estadio Nacional de Costa Rica) — багатофункціональний стадіон в Сан-Хосе, Коста-Рика, місткістю 35 175 глядачів. Він став першою сучасною спортивною ареною, яка була побудована в Центральній Америці.

## Історія
Стадіон був завершений у 2011 році і офіційно відкрив свої двері для публіки 26 березня того ж року. Стадіон був побудований на місці оригінального Національного стадіону 1924 року і став домашньою ареною національної збірної Коста-Ріки .
На стадіоні пройшли матчі Центральноамериканського кубка 2013 року та дівочого чемпіонату світу U-17, при цьому на обох турнірах на Національному стадіоні пройшов як матч-відкриття, так і фінальна зустріч.
Влітку 2019 року на стадіоні пройшли матчі Золотого кубка КОНКАКАФ.

## Футбольні турніри

### Центральноамериканський кубок 2013 року
На Національному стадіоні пройшли всі 14 матчів Центральноамериканського кубка 2013 року.
| Дата               | Команда № 1 | Результат | Команда № 2 | Раунд                    | Глядачів |
| ------------------ | ----------- | --------- | ----------- | ------------------------ | -------- |
| 18 січня 2013 року | Гватемала   | 1–1       | Нікарагуа   | Група A (матч відкриття) | 200      |
| 18 січня 2013 року | Гондурас    | 1–1       | Сальвадор   | Група B                  | 2500     |
| 18 січня 2013 року | Коста-Рика  | 1–0       | Беліз       | Група A                  | 5,484    |
| 20 січня 2013 року | Беліз       | 0–0       | Гватемала   | Група A                  | 250      |
| 20 січня 2013 року | Сальвадор   | 0–0       | Панама      | Група B                  | 250      |
| 20 січня 2013 року | Коста-Рика  | 2–0       | Нікарагуа   | Група A                  | 5,980    |
| 22 січня 2013 року | Нікарагуа   | 1–2       | Беліз       | Група A                  | 750      |
| 22 січня 2013 року | Панама      | 1–1       | Гондурас    | Група B                  | 3,450    |
| 22 січня 2013 року | Коста-Рика  | 1–1       | Гватемала   | Група A                  | 6,760    |
| 25 січня 2013 року | Гватемала   | 1–3       | Панама      | Матч за 5-те місце       | 279      |
| 25 січня 2013 року | Гондурас    | 1–0       | Беліз       | Півфінали                | 1,664    |
| 25 січня 2013 року | Коста-Рика  | 1–0       | Сальвадор   | Півфінали                | 4,993    |
| 27 січня 2013 року | Сальвадор   | 1–0       | Беліз       | Матч за 3-тє місце       | 1,997    |
| 27 січня 2013 року | Коста-Рика  | 1–0       | Гондурас    | Фінал                    | 14,146   |

### Дівочий (U-17) чемпіонат світу 2014 року
На арені пройшло дев'ять матчів дівочого (U-17) чемпіонату світу 2014 року, включаючи матч за 3-тє місце та фінал.
| Дата                 | Команда № 1 | Результат      | Команда № 2   | Раунд                    | Глядачів |
| -------------------- | ----------- | -------------- | ------------- | ------------------------ | -------- |
| 15 березня 2014 року | Італія      | 2–0            | Замбія        | Група A (матч відкриття) | 34,453   |
| 15 березня 2014 року | Коста-Рика  | 0–3            | Венесуела     | Група A                  | 34,453   |
| 18 березня 2014 року | Венесуела   | 4–0            | Замбія        | Група A                  | 25,624   |
| 18 березня 2014 року | Коста-Рика  | 0–1            | Італія        | Група A                  | 25,624   |
| 23 березня 2014 року | Японія      | 3–0            | Нова Зеландія | Група С                  | 5100     |
| 23 березня 2014 року | Нігерія     | 3–0            | Мексика       | Група D                  | 5100     |
| 27 березня 2014 року | Венесуела   | 3–2            | Канада        | Чвертьфінали             | 1,812    |
| 27 березня 2014 року | Гана        | 2–2 (4–3 пен.) | Італія        | Чвертьфінали             | 1,812    |
| 4 квітня 2014 року   | Венесуела   | 4–4 (2–0 пен.) | Італія        | Матч за 3-тє місце       | 29,814   |
| 4 квітня 2014 року   | Японія      | 2–0            | Іспанія       | Фінал                    | 29,814   |

## Концерти
| Дата              | Артист                      | Тур                          | Глядачів |
| ----------------- | --------------------------- | ---------------------------- | -------- |
| 10 April 2011     | Шакіра                      | The Sun Comes Out World Tour | 34,516   |
| 21 May 2011       | Майлі Сайрус                | Gypsy Heart Tour             | 33,451   |
| 12 September 2011 | Red Hot Chili Peppers       | I'm with You World Tour      | 20,716   |
| 27 September 2011 | Judas Priest and Whitesnake | Epitaph World Tour           | —        |
| 20 November 2011  | Pearl Jam                   | Pearl Jam Twenty Tour        | —        |
| 3 February 2012   | Елтон Джон                  | Greatest Hits Tour           | 12,363   |
| 3 November 2012   | Lady Gaga                   | Born This Way Ball           | 29,014   |
| 22 October 2013   | Black Sabbath               | Black Sabbath Reunion Tour   | —        |
| 1 May 2014        | Пол Маккартні               | Out There (tour)             | 27,001   |
| 20 August 2016    | Лаура Паузіні               | Pausini Stadi Tour 2016      | —        |
| 5 November 2016   | Metallica                   | WorldWired Tour              | 32,934   |
| 26 November 2016  | Guns N' Roses               | Not in This Lifetime… Tour   | 29,560   |
| 24 April 2017     | Джастін Бібер               | Purpose World Tour           | —        |
| 9 May 2017        | Стінг                       | 57th &amp; 9th Tour          | —        |
| 7 December 2017   | Бруно Марс                  | 24K Magic World Tour         | 38,052   |
| 8 August 2018     | Лаура Паузіні               | Fatti Sentire World Tour     | —        |
| 24 November 2018  | Роджер Вотерс               | Us + Them Tour               | 46,500   |